# Jacques Virgin
Paul Jacques Robert Virgin, född den 16 augusti 1873 i Hällefors församling, Örebro län, död den 29 oktober 1967 i Djursholm, var svensk militär. Han var sonson till Christian Adolf Virgin och svärfar till John Cullberg.
Virgin blev underlöjtnant vid Göta artilleriregemente 1894 löjtnant där 1898 och kapten där 1904. Han genomgick Artilleri- och ingenjörhögskolan 1896–1898 och Gymnastiska centralinstitutet 1898–1901. Virgin var besiktningsofficer 1905–1911 och styresman för Karl Gustavs stads gevärsfaktori 1911–1933. Han befordrades till major i armén 1918, till överstelöjtnant i armén 1924 och överste till i armén 1931. Virgin var inspektor för Elementarläroverket för flickor i Eskilstuna 1915–1917, ordförande i styrelsen för Tekniska skolan i Eskilstuna 1911–1921 och för Tekniska fackskolan för maskinindustri 1922–1933. Han blev riddare av Svärdsorden 1915 och av Vasaorden 1919. Virgin vilar på Djursholms begravningsplats.